# Jörg Lanz von Liebenfels
Jörg Lanz von Liebenfels, narozen jako Adolf Joseph Lanz (* 19. července 1874, Penzing, Rakousko-Uhersko – 22. dubna 1954, Vídeň, Rakousko), byl rakouský okultista, rasový teoretik a bývalý mnich. Byl zakladatelem esoterického hnutí ariosofie a náboženského řádu Ordo Novi Templi „Řádu nového chrámu“. Ústřední ideou Liebenfelsova učení bylo dualistická představa o boji řádu proti chaosu. Řád byl reprezentován světlou árijskou rasou, zatímco chaos rasou tmavou, jež vznikla míšením lidí se zvířaty. Při formulaci těchto idejí vycházel jak z Bible tak z dobové archeologie, antropologie a zoologie.

## Narození a mládí
Narodil se jako Adolf Joseph Lanz 19. července 1874 v Penzingu nedaleko Vídně jako syn učitele Johanna Lanze a jeho manželky Kathariny, rozené Hoffenreich. Později však uváděl že se narodil 1. května 1872 v sicilské Messině jako syn barona Johanna Lancze de Liebenfels a jeho ženy Kathariny, rozené Skala, sám sebe pak používal jméno baron Adolf Georg (Jörg) Lanz Von Liebenfels Ph.D. Podle některých názorů mohla být jeho matka židovského původu a Liebenfels tak nesplňoval rasové požadavky svého vlastního řádu. Podle svých slov byl už od dětství fascinován středověkem a jeho náboženskými řády, především řádem templářským.
V mládí se, přes odpor rodiny, rozhodl vstoupit do cisterciáckého řádu a byl do něj přijat 31. července 1893, ve svých devatenácti letech, jako bratr Georg. Stalo se tak v klášteře Heiligenkreuz v Dolním Rakousku a 12. září 1897 složil předepsanou přísahu a od 19. září 1898 se měl ujmout vyučování v semináři. Pod vedením biblisty Nivarda Schlögla se vzdělával ve Starém zákoně a orientalistice a počaly se formovat jeho pozdější názory, snad i pod vlivem svého antisemitského učitele, což vedlo ke sporům s jeho nadřízenými a tak 27. dubna 1889 zrušil své svaté sliby a opustil řád, přesvědčen, že křesťanství zradilo své původní rasové učení. Podle názorů svých nadřízených však opatství opustil kvůli „hříšné lásce“ a Liebenfels se v blízké době pravděpodobně opravdu oženil. V každém případě poté prezentoval své antiklerikální názory a konvertoval k protestantismu v duchu hnutí Pryč od Říma! (Los-von-Rom-Bewegung).

## Formování učení
Mezi lety 1900 a 1905 se Liebefels počal svobodně věnovat své badatelské činnosti. V roce 1903 vydal v biblistickém časopise dlouhý článek Antropozoon biblicum „Biblické člověkozvíře“, v kterém se zaobíral svou hypotézou že ve starověku, především na Předním východě, existovaly orgiastické rituály při nichž docházelo k míšení lidí s nižším druhem hominidů, což vedlo k Pádu člověka a krizi árijské rasy.
V roce 1905 vydal knihu Theozoologie oder die Kunde von den Sodoms-Äfflingen und dem Götter-Elektron „Teozoologie neboli nauka o sodomských opolidech a elektronu bohů“ v které dále rozpracoval svoje učení. Za prvního skřeta, příslušníka nižšího druhu hominidů, v ní označil biblického Adama, jež zplodil rasu zvěrolidí – Antropozoa, a cílem Starého zákona bylo podle něj původně varovat Árijce před míšení s tímto plemenem. Árijci, neboli Theozoa „boholidé“, byli schopni přijímat a vysílat elektrické signály, díky čemuž ovládali telepatii a byli vševědoucí, a jsou totožní s bohy různých náboženství. K těmto bytostem řadil také Jehovu a Ježíše Krista – jehož ukřižování interpretoval jako pokus o znásilnění ze strany skřetů. Podle Liebefelse a jeho milenialistického učení bylo nutné, aby Árijci skrze rasovou čistotu získali zpátky své božské schopnosti, likvidací či sterilizací nižších ras a také udržením žen, údajně náchylných k promiskuitě, v područí mužů, a připravovali se tak na své konečné vítězství. Mnoho z myšlenek této knihy do jisté předznamenalo rasovou, eugenickou, porodní a ženskou politiku nacistického Německa. Obecně pak pokládal za nebezpečné myšlenky socialismu, demokracie a feminismu, stejně jako křesťanský důraz na soucit a sociální práci, zvláštního odsouzení se pak dostávalo Židům, svobodným zednářům a bolševikům. Liebenfelsovým ideálem byla pangermánská světová říše vedená aristokracií.
Mezi nepřátele árijské rasy Liebenfels zahrnoval například křesťanské řády františkánů, dominikánů a jezuitů, a odmítal také období renesance. Naopak za odpovídající árijské tradici chápal ariánské křesťanství, ale také cisterciáky a templáře, nebo učení Hildegrady z Bingenu, mistra Eckharta, Mechthildy z Magdeburku, Jana van Ruusbroec, Jakoba Böhmeho, Emanuela Swedenborga, Carla von Reichenbach, Eliphaes Léviho nebo dobových theosofů. Ze starověkých mytických i historických postav vyzvedával význam Mojžíše, Pythágora, Platóna, Brahmy a Apollónia z Tyany.

## Ordo Novi Templi a další aktivity
Již v roce 1900 založil Ordo Novi Templi „řád nového chrámu“, který se hlásil k templářským tradicím, jehož členy řádu se mohli stát pouze světlovlasí a modroocí muži s „árijskou postavou“: V roce 1907 pro potřeby řádu zakoupil hrad Werfenstein. Před první světovou válkou měl řád kolem padesáti členů, v období největšího rozmachu mezi lety 1925 – 1935 až kolem tří set. V době První světové války také ztotožnil své učení s ariánským křesťanstvím, jež vyznávali některé germánské kmeny během stěhování národů. Ve své sérii Bibeldokumente z let 1907 a 1908 inkorporoval do svého učení prvky z knihy Tajná doktrína teosofky Heleny Petrovny Blavatské, například ideu ztracených kontinentů Lemurie a Atlantidy.
V roce 1905 také počal vydávat časopis Ostara, pojmenovaný po germánské bohyni, jež se věnoval politickým a hospodářským problémům Rakouska-Uherska z pangermánského a rasového pohledu, v kterém později líčil První světovou válku jak eschatologickou bitvu plavých proti tmavým. Ačkoliv prohru Centrálních mocností v První světové válce chápal Liebenfels jako vítězství protiárijských sil tak v duchu milenialismu očekával obnovu žádoucího společenského řádu a vítal nastup diktatur ve Španělsku, Itálii a Maďarsku. Během 20. a 30. let pokračoval v bohaté publikační činnosti, příkladem může být Bibiomystikon – reinterpretace Bible v duchu jeho rasového učení. Po svém pobytu v Maďarsku se odstěhoval do Švýcarska a po svém počátečním okouzlení Hitlerem jeho sympatie k nacismu ochladly. Činnost Ordo Novi Templi v téže době výrazně utichla.